# Matematisk fysik
Matematisk fysik er den videnskabelige disciplin, der vedrører grænsefladen mellem matematik og fysik. Journal of Mathematical Physics definerer det som "anvendelsen af matematik i problemer i fysik og udviklingen af matematiske metoder, der er velegnede til sådanne anvendelser og til formuleringen af fysiske teorier." American Mathematical Society placerer matematisk fysik under de brede kategorier partielle differentialligninger og algebraiske geometri med specificerende detaljer om, hvad der udgør de to kategorier.
Eksempler på emner i matematisk fysik er anvendelsen af funktionalanalyse i kvantefysik, anvendelsen af differentialgeometri i generel relativitetsteori, anvendelsen af kombinatorik og sandsynlighedsteori i statistisk fysik og anvendelsen af algebraisk geometri, topologi og kompleks geometri i strengteori.